# Odd Fellows Hall (Nueva York)
El Odd Fellows Hall  es un edificio histórico ubicado en Nueva York, Nueva York. El Odd Fellows Hall se encuentra inscrito  en el Registro Nacional de Lugares Históricos desde el 22 de septiembre de 1983. Recibió su nombre por haber sido la sede de la Independent Order of Odd Fellows.  

## Ubicación
El Odd Fellows Hall se encuentra dentro del condado de Nueva York en las coordenadas 40°43′11″N 73°59′53″O / 40.719722, -73.998056.